# Хетцлерин, Клара
Клара Хетцлерин (1430, Аугсбург — 1476) была профессиональным писцом в Аугсбурге XV века. Её Liederbuch (песенник) 1471 года, разнообразный сборник любовных стихов и важная литературная рукопись, был среди источников, использованных композитором Карлом Орфом для его трагической Die Bernauerin (1947).
Clara-Hätzler-Straße в Аугсбурге названа в её честь.
Хетцлерин — одна из 999 известных женщин, чьи имена указаны на этаже наследия художественной инсталляции Джуди Чикаго «Званый ужин» (1979).